# Чмыревка (Черкасская область)
Чмыревка (укр. Чмирівка) — село в Черкасском районе Черкасской области Украины.
Население по переписи 2001 года составляло 125 человек. Почтовый индекс — 20934. Телефонный код — 4730.

## Достопримечательности
Около села находится городище скифского времени (по предварительным данным, VI—V вв. до н. э.). Городище имеет размеры 1x1,5 км. Остатки вала достигают высоты 2 м.

## Местный совет
20934, Черкасская обл., Черкасский р-н, с. Новоселица